# Třebovka
Die Třebovka (deutsch Böhmische Triebe) ist ein linker Zufluss der Stillen Adler in Tschechien.
Er entspringt in 573 m n.m. am östlichen Fuße des 622 m hohen Hřebečov (Schönhengst) am Schönhengster Rücken in der Böhmisch-Mährischen Höhe, südöstlich von Koclířov (Kötzelsdorf). An seinem Lauf nach Nordwesten liegen die Orte Koclířov (Kötzelsdorf) und Opatov, wo er den 5 ha großen Hvězda (Sternteich) speist. Es folgen Třebovice (Triebitz), Rybník, Česká Třebová (Trübau), Lhotka (Nalhütten), Dlouhá Třebová (Langentriebe), Hylváty (Hilbetten) und Ústí nad Orlicí (Wildenschwert), wo die Třebovka nach 41 km bei 321 m ü. M. in die Stille Adler mündet. Das Einzugsgebiet beträgt 196 km².
Ab Česká Třebová ist der Fluss auf 13,4 km für Boote fahrbar und hat dort eine Breite von 4 bis 6 m.

## Zuflüsse
- links
  - Černý potok (Schwarzer Bach) aus dem Vidlák (Gabelteich)
  - Nový potok (Neuer Bach) aus dem Neuteich in den Hvězda (Sternteich) bei Opatov (Abtsdorf)
  - Zádolský potok in Rybník (Riebnig)
  - Semanínský potok und Křivolický potok in  Česká Třebová
- rechts
  - Dětřichovský potok (Dittersdorfer Bach) in Opatov (Abtsdorf)
  - Skuhrovský potok (Grundgraben) in Rybník (Riebnig)
  - Hluboček in Česká Třebová (Trübau)
  - Kojovec in Dlouhá Třebová (Langentriebe)
  - Dolský potok
  - Knapovecký potok (Knappendorfer Bach) in Hylváty (Hilbetten)